# ジュロン・クライナー
ジュロン・クライナー（Juron Criner 1989年12月12日- ）はネバダ州ラスベガス出身のアメリカンフットボール選手。現在フリーエージェント。ポジションはワイドレシーバー。

## 経歴
アリゾナ大学では4年間で先発31試合を含む50試合に出場、26試合でスプリットエンド、5試合でスロットレシーバーとして先発した。
1年次の2008年、先発3試合を含む13試合に出場、8回のレシーブで88ヤードを獲得、1TDをあげた。2年次の2009年、先発5試合を含む13試合に出場、45回のレシーブで582ヤードを獲得、9TDをあげた。3年次の2010年にはシーズン開幕前に負傷したものの、8月7日に練習に復帰した後、9月3日の開幕戦から全試合に出場、82回のレシーブで1,233ヤードを獲得、11TDをあげて、NFLドラフトレポート、CBSスポーツ、スポーツ・イラストレイテッドからオールアメリカンセカンドチームに選ばれた。オレゴン州立大学とのボウルゲームではチームは敗れたものの12回のレシーブで179ヤードを獲得、1TDをあげた。4年次の2011年、11試合に先発出場し、75レシーブで956ヤードを獲得、11TDをあげて、パシフィック12カンファレンスのセカンドチームに選ばれた。
2012年のNFLドラフト5巡でオークランド・レイダースに指名され、7月29日に契約を結んだ。プレシーズン第2週のデトロイト・ライオンズ戦ではテレル・プライアーからの39ヤードのTDレシーブをあげている。1年目の2012年は、4試合でインアクティブ、6試合でキャッチ0に終わり、16キャッチ、151ヤード、1TDにとどまった。